# 유경로
유경로(兪景老, 1917년 6월 14일~1997년 11월 5일)는 대한민국의 천문학자로, 호는 소남(召南)이다.

## 학력
- 1936년, 경성사범학교 졸업
- 1949년, 서울대학교 사범대학 물리학과 졸업
- 1963년, 미국 인디애나 대학교 대학원 이학석사 (천문학)

## 주요경력
- 1958년 ~ 1982년, 서울대학교 사범대학 교수
- 1979년 ~ 1982년, 서울대학교 과학교육연구소 소장
- 1968년 ~ 1969년, 1974년 ~ 1976년, 한국천문학회 회장
- 1973년 ~ 1974년, 한국지구과학교육회 초대 회장
- 1985년 ~ 1987년, 한국과학사학회 회장

## 생애 및 업적
1917년 경기도 오산시에서 태어났으며, 호는 소남(召南)이다. 1949년 서울대학교 사범대학 물리학과를 졸업한 뒤 1953∼1956년 서울대학교 사범대학 강사, 1954∼1958년 홍익대학교 물리학과 조교수를 지냈다. 1955년 한국에서는 처음으로 서울대학교에 천문학 강의를 개설하였고, 천체물리, 천문관측법 등 현대적인 천문학 교육을 시작했다. 1959년 서울대학교 사범대학에 지학과(지금의 지구과학과)를 창설했다. 서울대 사범대학에 지구과학교육과를 창설하여 지구과학교육의 체계를 마련했다.

### 천문학의 체계화
1961년 미국으로 건너가 인디애나 대학교 대학원에서 천문학과 천체물리학을 배우고, 1963∼1964년  미국 로웰 천문대에서 천문관측에 관한 연구를 수행한 후 귀국했다. 이 경험을 바탕으로 대학에 선진적인 천문학 교육 체계를 마련하여 많은 천문학도 양성에 기여했다. 1967년부터 1973년까지 7년간 한국국립천문대 건설위원으로서 천문대의 위치 선정 및 망원경 도입 사업에 참여했고, 1965년에는 한국천문학회를 창설하여 회장을 역임하면서 한국 천문학 발전의 제도적 기반을 마련했다. 1970년대부터는 한국천문학사 연구에 뛰어들어 조선시대 천문학 서적들을 연구했다. 

### 지구과학 교육 확립
1959년 서울대학교 사범대학에 지학과(후에 지구과학교육과)를 창설하여 정년퇴임 때까지 우리나라 지구과학교육의 개척자 역할을 하며 지구과학 분야의 우수한 인재들을 많이 양성했다. 또한 고등학교에서의 천문학 교육의 중요성을 일찍부터 인식한 그는 지구과학을 중등 과학교육 과정에 포함시키기 위해 초중등 과학교육 과정 개발과 교사 재교육 등의 노력을 기울였고, 1973년에는 한국지구과학교육회도 창설했다.

### 과학사 (천문학사) 연구
1973년 이은성, 현정준 교수와 함께 『칠정산내편(七政算內篇)』과 『칠정산외편(七政算外篇)』의 역주를 편찬해 한국천문학사에 성과를 남겼다. 칠정산은 세종시대를 대표하는 역산서(曆算書)로 유경로 교수 등의 역주로 인해 조선 천문학의 우수성을 세계적으로 알릴 수 있게 됐으며, 동시에 본격적인 한국천문학사 연구의 초석을 다지는 계기가 됐다. 이후 과학사학자들과 함께 『증보문헌비고 상위고(增補文獻備考 象緯考)』, 『서운관지(書雲觀志)』 등 한국 천문학의 고전들에 대한 번역 및 주해 작업을 지속적으로 수행했고, 이루어진 연구성과를 해외에 소개하기 위해 번역서인 『중국의 천문학』을 출판하기도 했다.  정년퇴임 후 1985년에서 1987년까지 한국과학사학회장을 역임하며 학회 발전을 이끌었고, 1989년 이후에는 동양과학사에 관심을 가진 학생들을 대상으로 동양천문학사를 전수하여 천문학과 지구과학교육에서 뿐만 아니라 과학사 분야에서도 많은 후학을 양성했다. 천문학사연구소를 설립하라는 유지에 따라 사후에 제자들에 의해 그의 호를 따서 2005년 천문학사 및 고천문학 연구기관인 <소남(召南)천문학사 연구소>가 설립됐고, 현재는 한국천문학회 부설연구소로 운영되고 있다. 
1967년에서 1968년, 보스턴 대학교 과학교육과의 객원교수로, 1977년에서 1978년, 애리조나 대학교 천문학과에서 객원교수를 지냈고, 1982년 정년퇴임 때까지 서울대학교 사범대학 교수로 재직하였다.
세종기념관 사업에 참여하였으며, 영국 왕립 천문학회 회원, 한국천문학회 회장, 한국지구과학회 회장, 국제천문연맹 천문교육 분과위원, 한국과학사학회 회장 등을 지냈다.

## 상훈
- 1982년, 국민훈장 동백장
- 1985년, 한국천문학회 창립 20주년 기념 공로상
- 2017년, 대한민국 과학기술유공자

## 참고자료
- 대한민국 과학기술유공자 홈페이지
- 두산백과 유경로
- 현대천문학과 지구과학 교육의 기틀 마련한 선구적 과학자, 유경로 박사